# Juan Martínez Abades
Juan Martínez Abades (Gijón, 7 de marzo de 1862-Madrid, 19 de enero de 1920) fue un pintor y, en menor grado, músico español. Gran parte de su obra la componen marinas, escenas portuarias y representaciones naturalistas del paisaje costero de la cornisa cantábrica, además de otras de estilo costumbrista. Como reputado cupletista y hombre de mundo, contaba entre sus distinguidas amistades con las de María Guerrero o Álvaro Retana, por citar dos ejemplos de la élite cultural de la Restauración.

## Biografía
Hijo de un industrial gijonés, comenzó a mostrar sus cualidades artísticas ya en el Real Instituto Jovellanos de su ciudad natal, copiando dibujos de la colección reunida por don Gaspar. Más tarde, ya en Madrid, se formó en la Escuela Especial de Pintura, Escultura y Grabado entre los años 1880 y 1887. Entre sus maestros estuvieron el escultor José Gragera y los pintores Ignacio Suárez Llanos y Carlos de Haes. Entre sus compañeros de «plein-air» en Asturias, cabe citar a Manuel Ramos Artal.

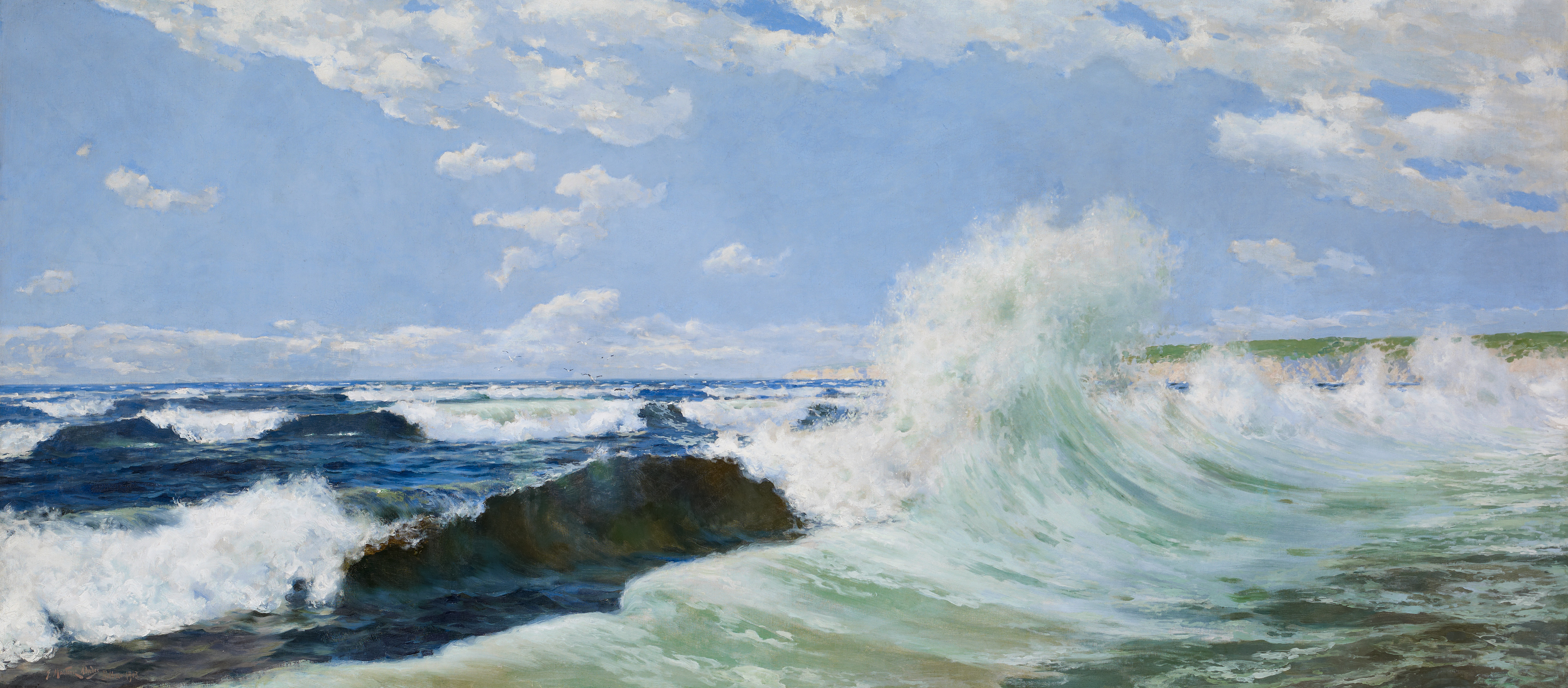
Ría de Bilbao

Participó por primera vez en la Exposición Nacional de Bellas Artes con un lienzo de tema histórico, La muerte de Mesalina. Tras estar pensionado en Italia por la Diputación de Oviedo, se presentó a la Nacional de 1890 consiguiendo una Segunda Medalla por El viático a bordo  (Museo de San Telmo, San Sebastián), premio que volvió a recibir dos años después por El entierro del piloto (colección Masaveu, Oviedo).
Respaldado por su paisano y protector Florencio Valdés, el pintor desarrolló en el Madrid de la Restauración una intensa actividad social. Además de participar en todas las exposiciones nacionales entre 1884 y 1917, se reveló como un popular cupletista. A partir de 1894 y hasta su muerte, fue uno de los ilustradores gráficos más asiduos en la etapa inicial de la revista Blanco y Negro. Además de en la capital española, expuso en la exposiciones universales de Barcelona (1888) y Chicago (1893), y en La Habana (1914). Su matrimonio en 1891 con una canaria, Aurora Moreno Caubín, le llevaría en 1906 a decorar el Salón de Actos del Ayuntamiento de Santa Cruz de Tenerife.

### Marinista

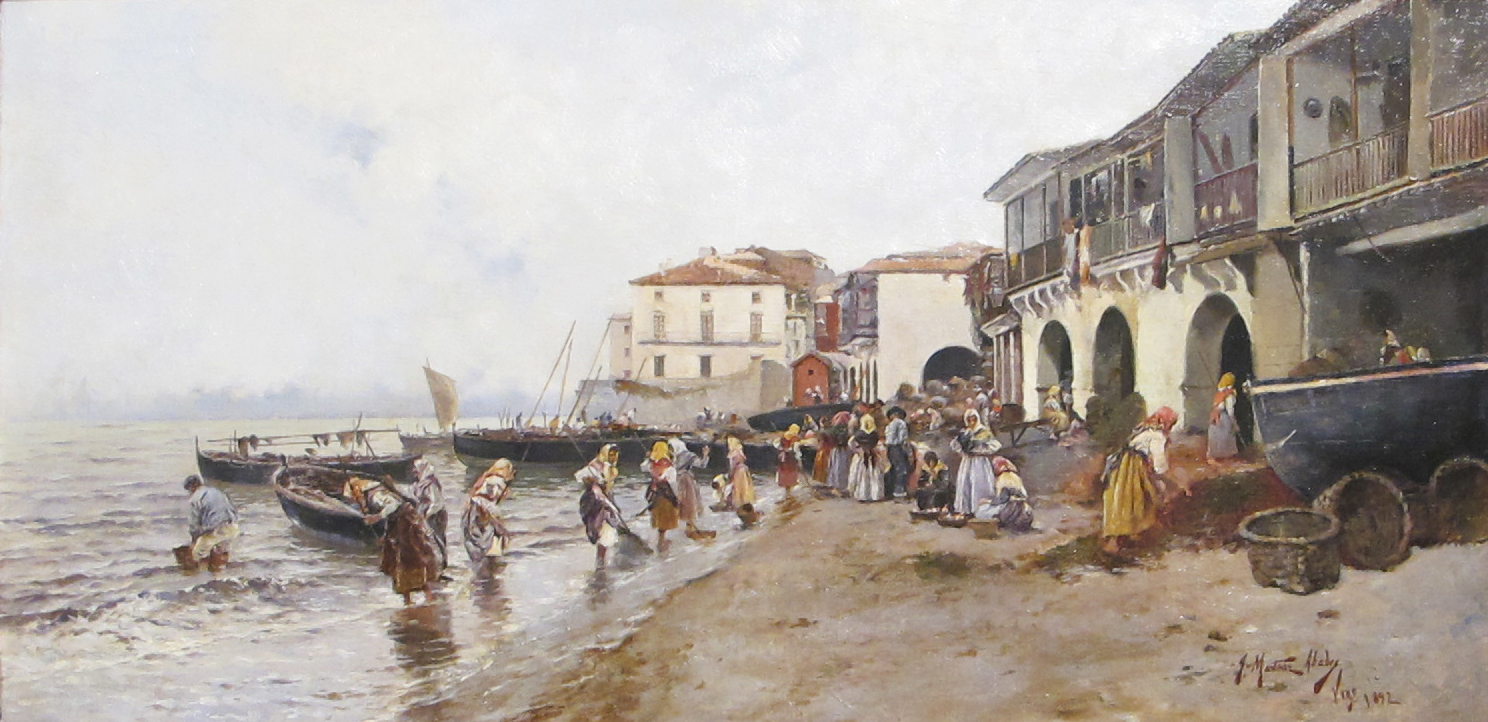
Recogida de algas en la ribera del Berbés (Vigo) (1892). Museo Carmen Thyssen (Málaga).

Tanto en vida del artista como después de su muerte y aún con el paso del tiempo, la figura de Martínez Abades se reconoce por su producción marinista. Su obra, abundante y desigual, abarcó todos los temas relacionados con el mar: las escenas portuarias o de rías, las estampas navales de viejos veleros y 'modernos' buques de la Armada Real, los cuadros costumbristas o playeros, o las vistas naturalistas, tanto de interés geológico como episodios de crítica social. Pintó preferentemente las costas del mar Cantábrico y de la Galicia atlántica, con un innovador apéndice canario y caribeño.
En 1987, el Museo de Bellas Artes de Asturias organizó una muestra homenaje que recorrió varias ciudades españolas.

## Martínez Abades y la música
Si bien alcanzó gran fama con sus marinas, estas comenzaron a pasar de moda, empezando su declive a comienzos del siglo XX. Es en esos años cuando Martínez Abades comenzó a alcanzar un éxito considerable con sus composiciones musicales, convirtiéndose en una gran fuente de ingresos y de fama. Algunas de las canciones más exitosas de su repertorio fueron Agua que no has de beber, Mala entraña. Suya es también la popular La Panderetera, que hoy sigue formando parte del repertorio de los gaiteros asturianos.